# Drzewina
Drzewina (niem. Wiesenthal) – wieś w Polsce położona w województwie pomorskim, w powiecie gdańskim, w gminie Trąbki Wielkie. 
Przed II wojną światową wieś należała do Wolnego Miasta Gdańsk. Do 1947 roku miejscowość nosiła niemiecką nazwę Wiesenthal.
W latach 1975–1998 miejscowość administracyjnie należała do województwa gdańskiego.
Nieopodal wsi znajduje się klasztor karmelitów bosych o charakterze kontemplacyjnym. Pustelnia mieści się w budynku podarowanym w maju 1994 przez małżeństwo Majerów z Gdyni i przebudowanym jesienią 1998. 27 października 1994 życie monastyczne zaczęło tu 2 braci. Klasztor erygowano 23 grudnia 1995. Wspólnota dysponuje obecnie 2 celami gościnnymi oraz samotną pustelnią pw. św. Proroka Eliasza.
W pobliżu wsi znajduje się jezioro Aleksandra. Przez miejscowość przepływa Rutkownica, dopływ Wietcisy.
Wieś stanowi sołectwo gminy Trąbki Wielkie.